# Бранко Нешовић
Бранко Нешовић (Београд, 11. јул 1930 — Ивањица, 23. новембар 2002) био је југословенски и српски фудбалер и доктор.

## Биографија
Нешовић је рођен 1930. године у Београду, прошао је школу фудбала Црвене звезде, а за први тим играо је дванаест година где је забележио 200 утакмица за и нешто више за комбиновану екипу на позицији одбрамбеног играча. Са Црвеном звездом освојио је Првенство Југославије 1956/57. и Куп Југославије 1958/59.
Поред фудбала, специјализирао је ортопедску хирургију с трауматологијом и стекао звање спортског лекара на Медицинском факултету у Београду. Свој радни век провео је на Институту за ортопедију Бањица. Након тога радио је у Спортско-медицинском центру „Црвена звезда”.
Током вишегодишњег рада оставио је велики траг у Црвеној звезди, српском и југословенском спорту. Као званичан лекар ФК Црвена звезда учествовао је у освајању Купа европских шампиона 1990/91.